# Warm Springs Pools
 (février 2025).
Les Warm Springs Pools (piscines de Warm Springs) sont des structures de spa historiques en Warm Springs, Virginie. En 20ème siècle, La site était nommé temporairement « Jefferson Pools » après Thomas Jefferson, un des visiteurs le plus connus des spas, avant que son nom originaire de « Warm Spring Pools » a été remplacé lors de son restauration en 2021. Ils font partie de  L'Homestead, un complexe hôtelier situé à proximité de Hot Springs, geré par Omni Hotels & Resorts.
Les eaux des piscines viennent d'une source minérale avec une temperature constant de 37°C. La Piscine pour les Hommes contient 150,000 litres d'eau qui coule constamment. Les sources des piscines versent de 6,534,200 litres d'eau par jour. Beaucoup de mineraux se trouvent dans les eaux, notamment du sulfate de magnésium, du fer, de la silice, du bore, du baryum, du manganèse et du lithium.
Actuellement, ceux qui veulent se baigner aux piscines peuvent reserver des séances d'une heure dans les bains chez le site web d'Omni Hotels où par téléphone. On peut se baigner aux séances de famille, où tous les ages sont invités, où les séances mixte aux adultes (16 ans et plus). Selon la tradition, il y a aussi des séances où la baignade nue est permis. Ses séances sont accessibles aux adultes (18 ans et plus) et séparés par le sexe.

## Histoire
La base octagonale de la piscine pour les hommes date de 1761, qui rend le spa la plus ancienne structure de spa aux États-Unis. La structure de bois au-dessus de la piscine a été construite plus tard dans les années 1820. La piscine des dames, une structure de 22 côtés, a été construit en 1836. Sauf pendant la restauration des piscines en 2021, les structures historiques ont peu changé.

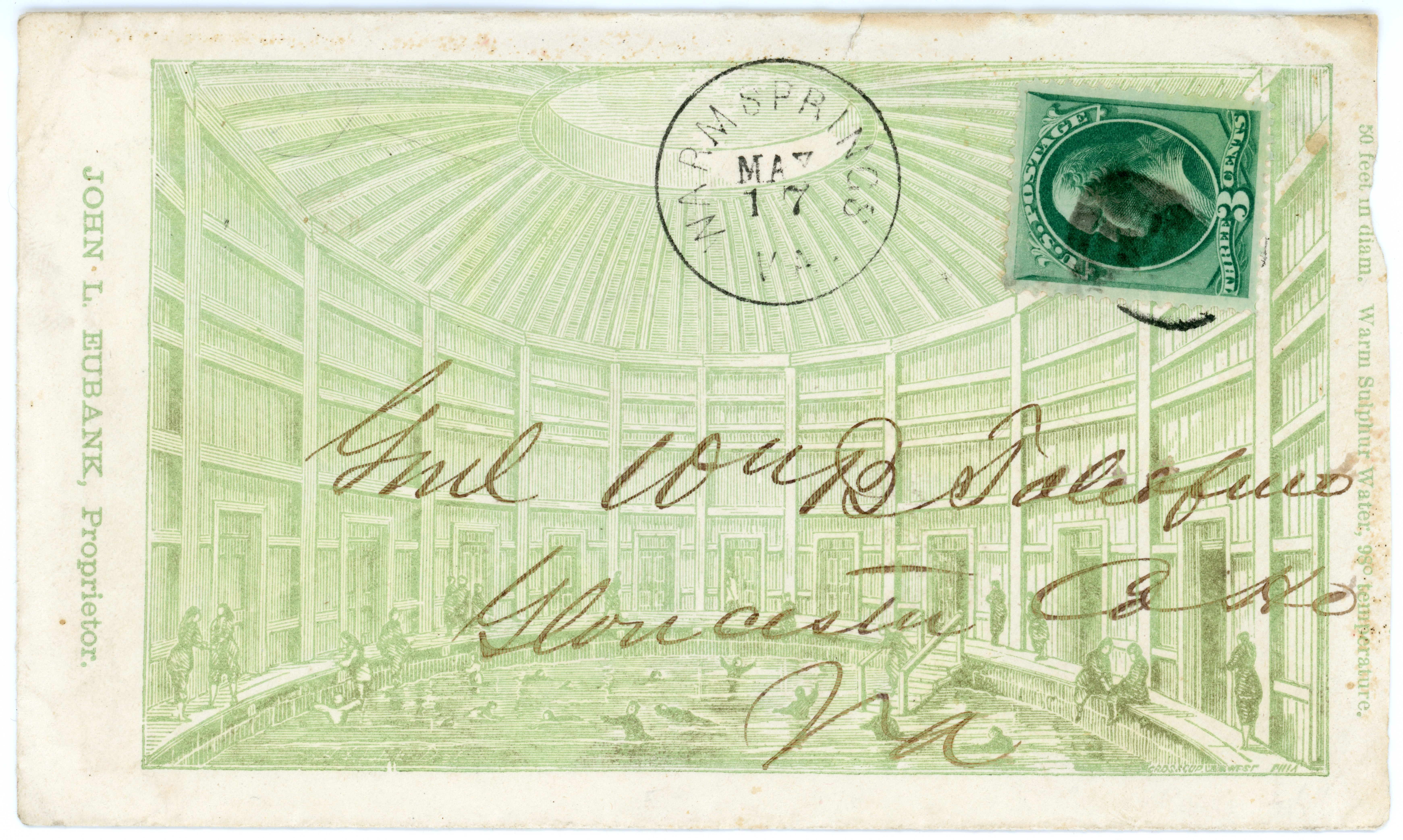
Publicité représentant la Piscine des Dames. John L. Eubank, propriétaire.

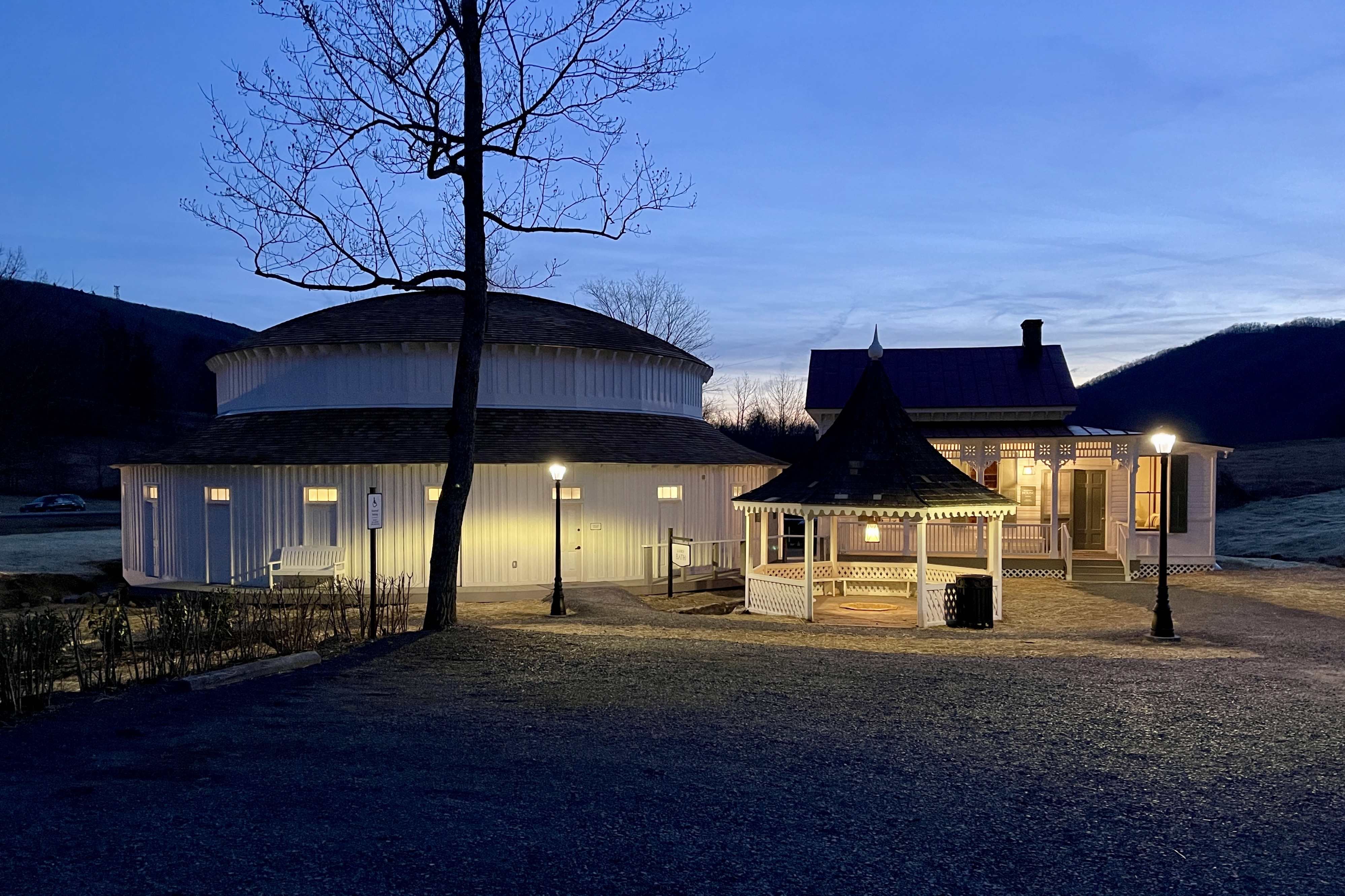
De gauche à droite : la piscine des dames, la source à boire, et la maison de réception

Thomas Jefferson est le baigneur plus connu des Warm Springs Pools. Il a passé trois semaines en 1819 à Warm Springs, et il s'est baigné trois fois par jour. Il décrivit les bains comme « premier merite » dans une lettre à sa fille, Martha Jefferson Randolph.
Le site a été listé sur le Virginia Landmarks Register le 11 novembre 1968 et sur le National Register of Historic Places le 8 octobre 1969.

## Réhabilitation de 2021

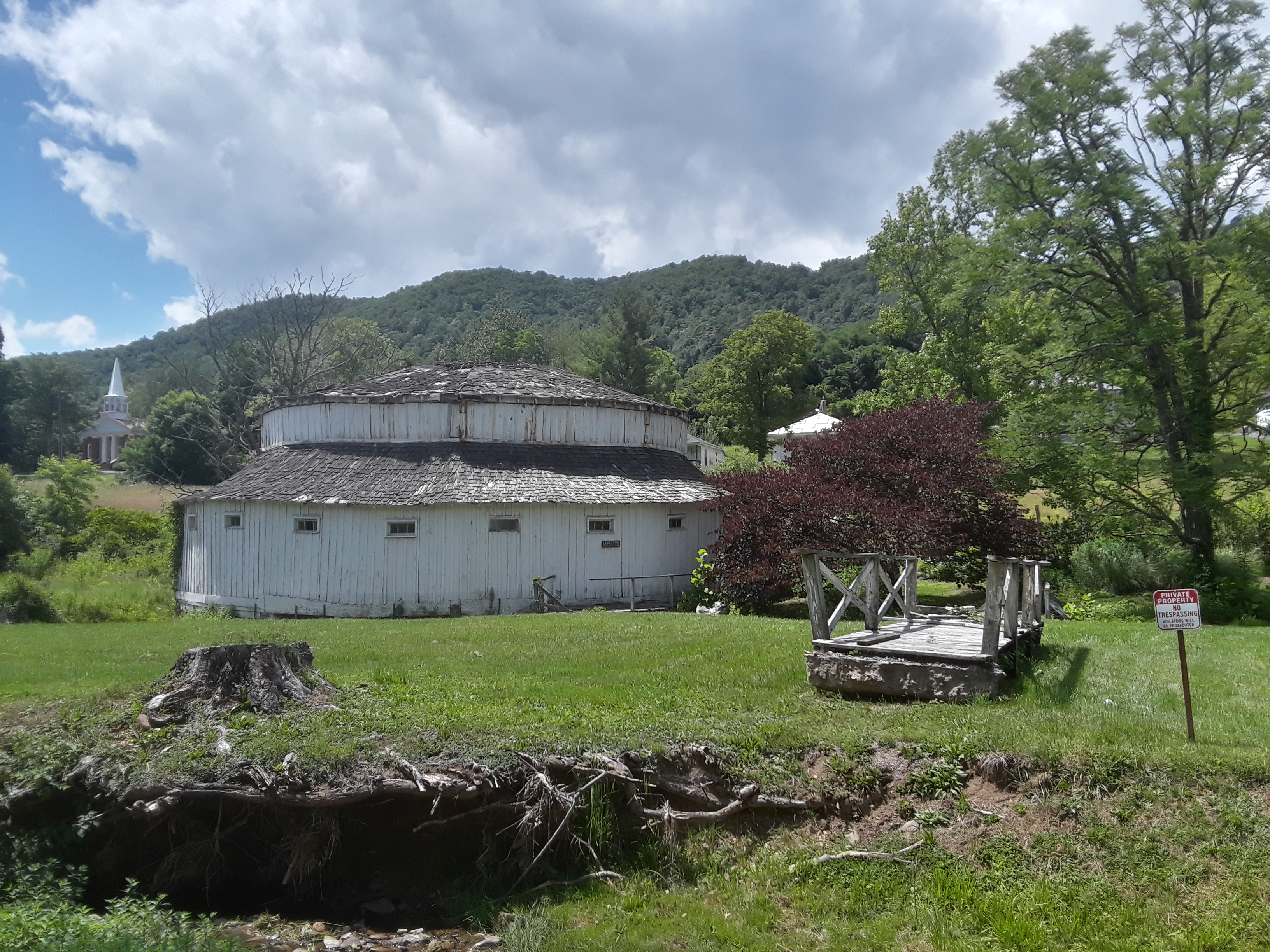
La piscine des dames avant sa réhabilitation

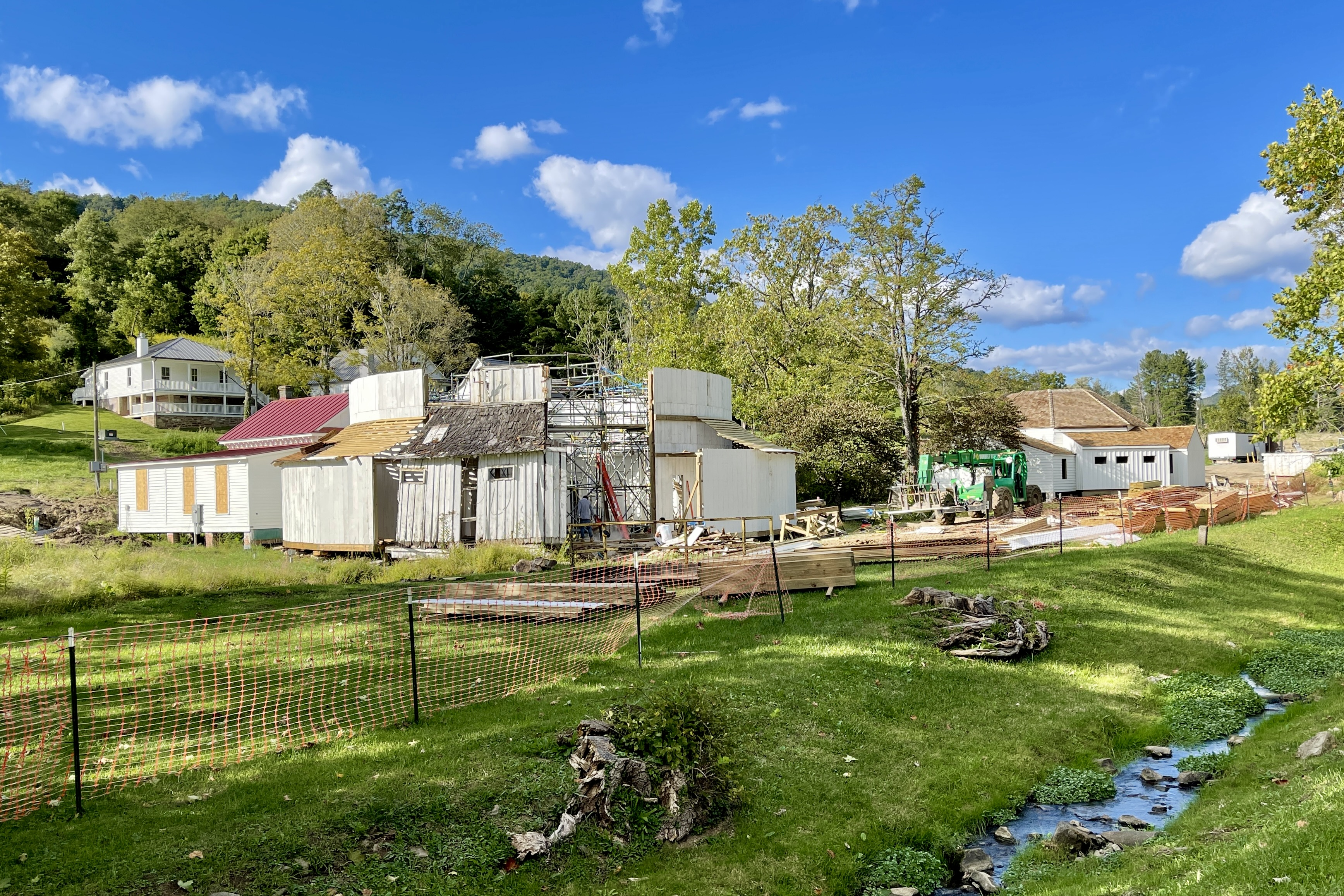
Les piscines de Warm Springs au milieu du réhabilitation en 2021

Les piscines et leurs structures ont tombés en très mauvais état au milieu des années 2010, à cause de l'endommagement d'eau. Le comté de Bath a fermé les Warm Springs Pools en octobre 2017 pour les raisons de sécurité. Le propriétaire des piscines, The Omni Homestead Resort, a annoncé la réhabilitation des piscines de Warm Springs après ce fermeture. Les travaux ont commencé en 2021, avec les Architectes de 3North et Lionberger Construction,. La réhabilitiation suit les règles pour garder le statut du site historique, notamment que les plans pour les piscines se basent sur leur apparence en 1925. En Décembre en 2022, les Warm Springs Pools sont réouverte au public.